# Athlètes paralympiques neutres aux Jeux paralympiques d'été de 2024
Les athlètes paralympiques neutres aux Jeux paralympiques d'été de 2024 sont des sportifs de la délégation de Russie et de Biélorussie, tout comme il y avait eu des athlètes individuels neutres aux Jeux olympiques d'été de 2024. Ces athlètes, possédant un passeport russe ou bélarussien, ne peuvent soutenir activement la guerre et ne peuvent être sous contrat avec l'armée russe ou bélarussienne ou avec des agences de sécurité nationales.
Cette décision intervient après l'Invasion de l'Ukraine par la Russie le 24 février 2022 avec les premières décisions d'exclusion des sportifs russes et biélorusses par le Comité international paralympique. En mars 2024, le CIP publie lui aussi le guide ; Si un athlète neutre se classe premier, deuxième ou troisième dans une épreuve qui prévoit une cérémonie, un drapeau des Athlètes neutres (déterminé par l'IPC) sera utilisé à la place du drapeau national et s'il est champion, l'hymne de l'IPC sera joué.

## Athlètes qualifiés
| Sport           | Hommes | Femmes | Total |
| --------------- | ------ | ------ | ----- |
| Athlétisme      | 28     | 20     | 48    |
| Natation        | 23     | 17     | 40    |
| Taekwondo       | 1      | 1      | 2     |
| Tennis de table | 1      | 3      | 4     |
| Triathlon       | 1      | 1      | 2     |
| Total           | 54     | 42     | 96    |

## Résultats

### Taekwondo
Elena Savinskaya s'est qualifié de par son rang mondial
| Athlètes           | Catégorie         | Série | Repêchage | Quart de finale | Demi-finale | Finale |
| ------------------ | ----------------- | ----- | --------- | --------------- | ----------- | ------ |
| Elena Savinskaya   | Femmes K44 -65 kg |       |           |                 |             |        |
| Aliskhab Ramazanov | Hommes K44 +80 kg |       |           |                 |             |        |